# 叠氮化氰
叠氮化氰, 化学式 N3CN 或 CN4, 是一种叠氮化合物，外观为无色油状液体。 它是一种容易爆炸的化合物，可溶于多种有机溶剂，一般叠氮化氰都是这样操作的。在1960年代早期，杜邦公司的 F.D. Marsh 首次合成了叠氮化氰。
叠氮化氰是一种炸药，尽管它对于炸药的实际应用来说太不稳定了，并且在稀溶液中也是极其危险的。它在化学上的用途是作为原位制备的试剂，用于在稀释溶液中或减压下以化学形式合成二氨基四唑等化学药品。 叠氮化氰可以由叠氮化钠和氯化氰或溴化氰,在乙腈溶液里反应而成。该反应必须小心进行，因为会产生微量对冲击敏感的副产物。